# مصعد أطباق

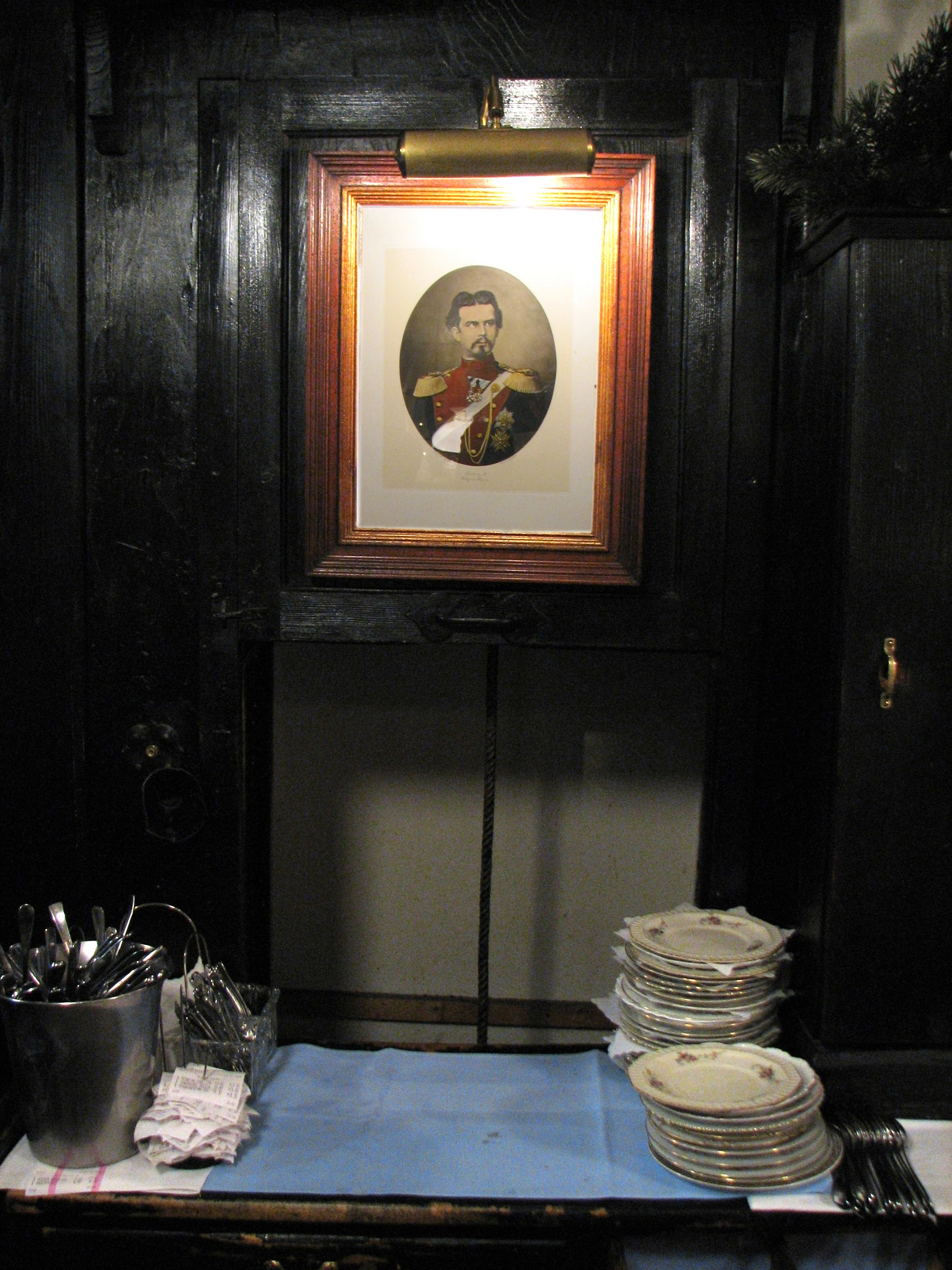
مصعد أطباق قديم في أقدم مطعم في ميونيخ (كرة الكلب أو Hundskugel أو هُندِسكُوغِل)

مصعد الأطباق مصعد شحن صغير أو مصعد مخصص لنقل الطعام. يُستخدم لنقل الأطباق بين طوابق متعددة في المباني التجارية والعامة والخاصة. تؤدي المصاعد عمومًا إلى المطبخ عند تركيبها في المطاعم والمدارس والمستشفيات ودور التقاعد أو في المنازل الخاصة.

## الصور

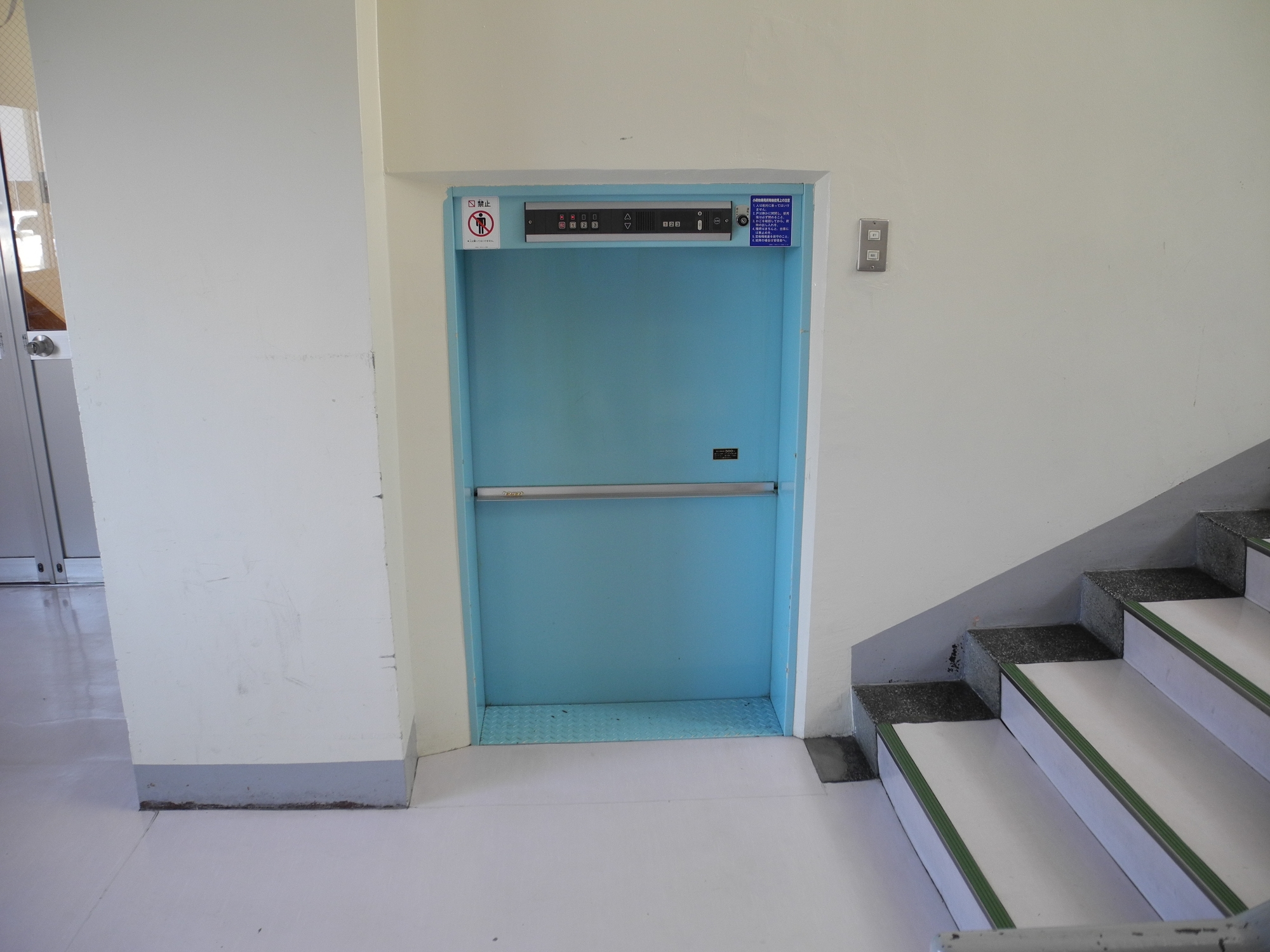
في اليابان
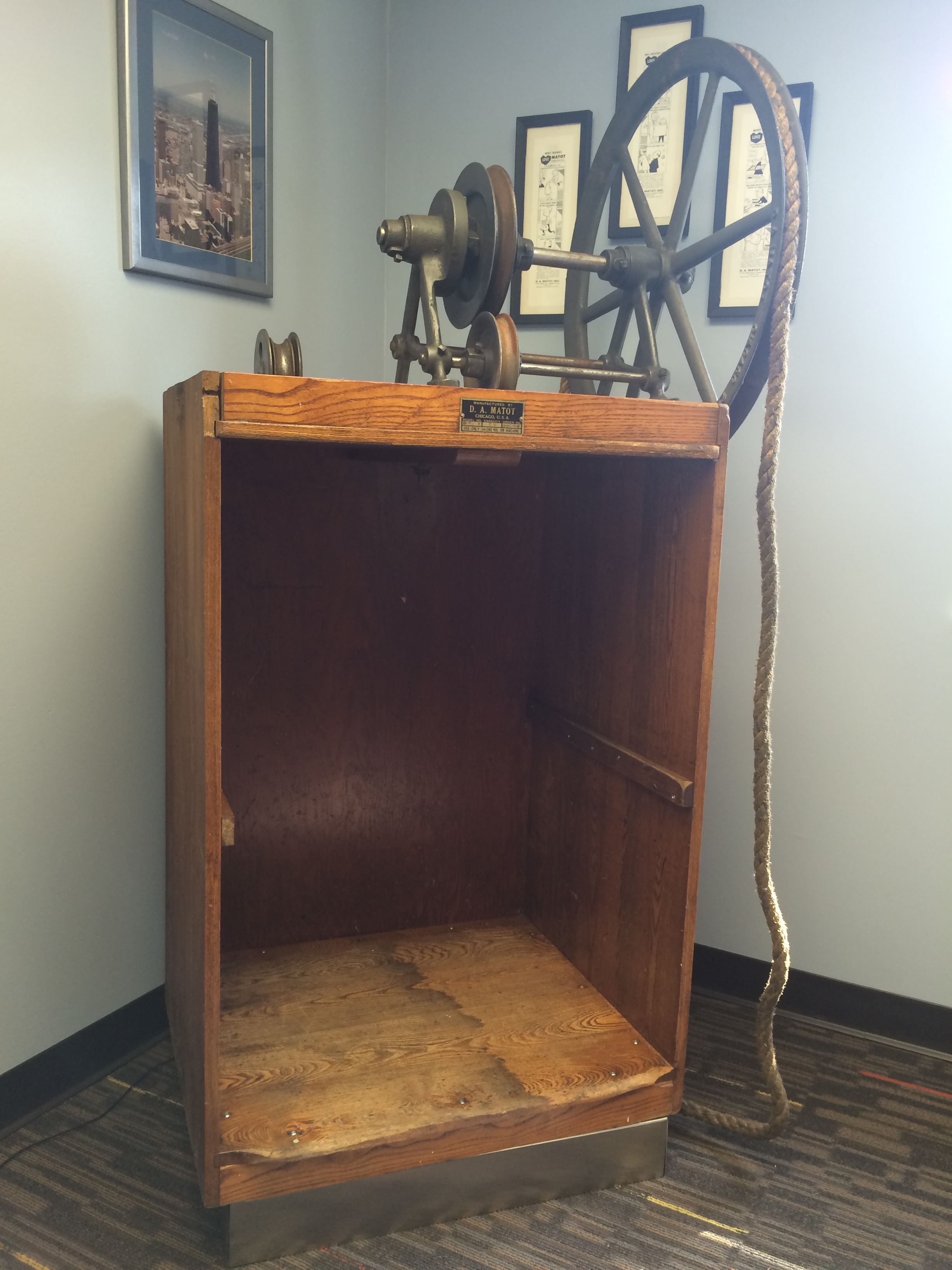
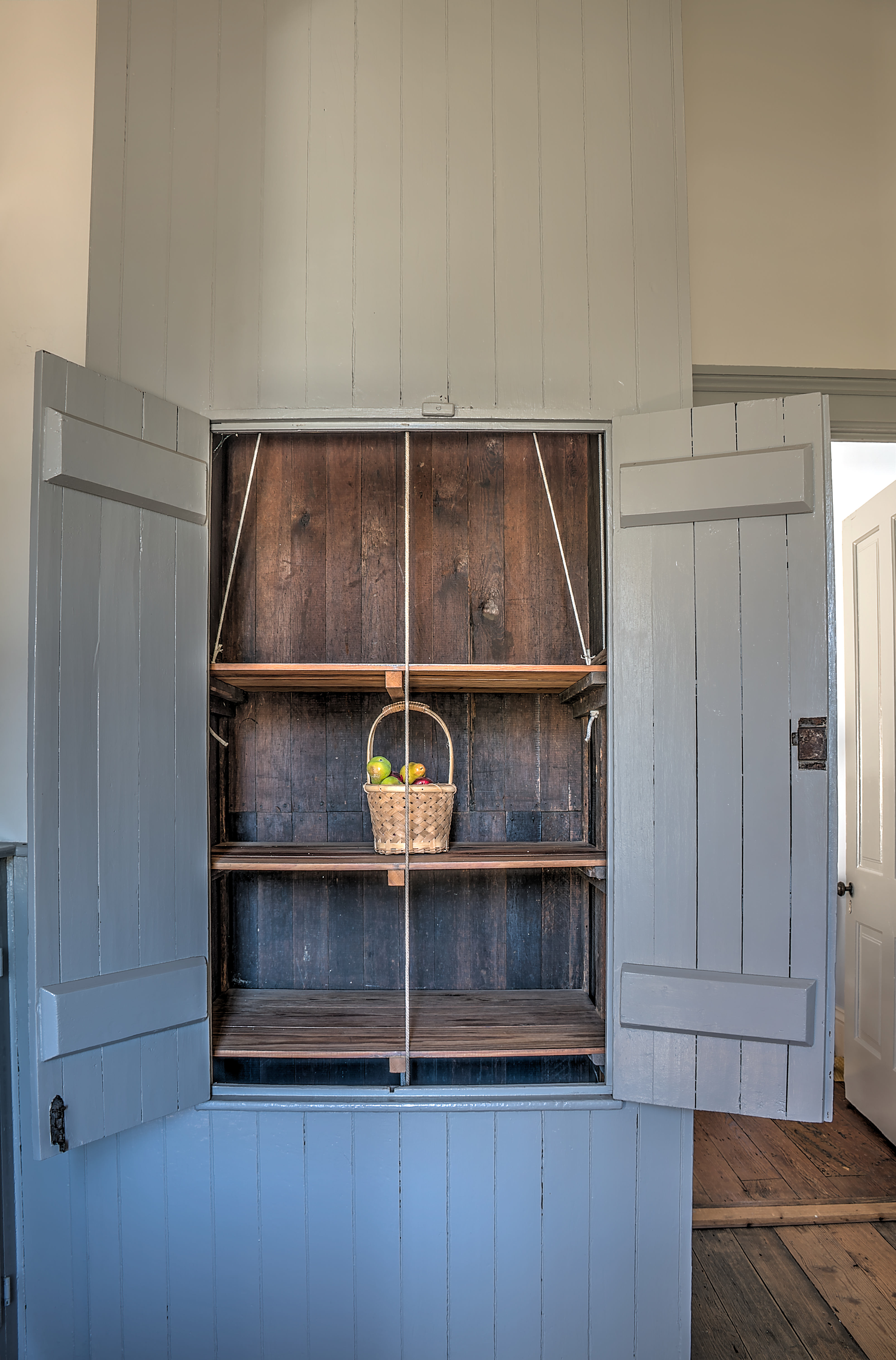